# 제주 평대리 비자나무 숲
제주 평대리 비자나무 숲(濟州 坪岱里 비자나무 숲)은 대한민국 제주특별자치도 제주시 구좌읍 평대리에 있는 비자나무 숲이다. 1993년 8월 19일 대한민국의 천연기념물 제374호로 지정되었다. 비자림(榧子林)이라 불린다.

## 개요
비자나무는 주목과에 속하며, 대한민국의 내장산 이남과 일본에서 자란다. 잎은 두껍고 작으며 끝이 뾰족하다. 꽃은 봄에 넓게 피며 열매는 가을에 길고 둥글게 맺는다. 나무의 모양이 아름다워 관상용으로 많이 이용되며, 열매는 구충제 및 변비 치료제나 기름을 짜는데 쓰인다.
이 비자림지대는 평대리에서 서남쪽으로 6km쯤 떨어진 곳에 위치하며, 총 2,570그루의 비자나무가 심어져 있다. 나무들의 나이는 300∼600살 정도로 추정하고 있다.
이 비자나무 숲은 옛날에 마을에서 제사 지낼 때 쓰던 비자씨앗이 제사가 끝난 후 사방으로 흩어져 뿌리를 내려 오늘날의 비자숲을 이루게 된 것이라고 추정하고 있으며, 비자가 예로부터 약제로 사용되었기 때문에 잘 보존되어 온 것으로 보고 있다.
이 비자림지대는 비자나무 숲으로는 그 규모가 세계적으로 크고 학술적인 가치가 높아 천연기념물로 지정·보호하고 있다.

## 같이 보기
- 비자나무

## 참고 자료
- 제주 평대리 비자나무 숲 - 국가유산청 국가유산포털